# Andreas van Griekenland
Prins Andreas van Griekenland (Grieks: Πρίγκιπας Ανδρέας της Ελλάδας) (Athene, 20 januari 1882 — Monte Carlo, 3 december 1944) was een prins van Griekenland. Hij was de vierde zoon van koning George I van Griekenland en grootvorstin Olga Konstantinovna van Rusland. Zijn zoon Philip trouwde binnen de familie met koningin Elizabeth II, want koningin Victoria was hun beiden over-overgrootmoeder. Zo ontstond dus een dubbele verwantschap met het Britse vorstenhuis. Prins Andreas van Griekenland is de grootvader van koning Charles III van het Verenigd Koninkrijk.

## Jeugd
Andreas werd geboren in 1882 in Athene. Hij was het zevende kind en tevens vierde zoon van de Griekse koning George I en zijn vrouw Olga Konstantinovna van Rusland. Andreas was de jongere broer van de latere Griekse koning Constantijn. Hij werd onderwezen in het Engels, maar weigerde in familiekring iets anders te spreken dan Grieks. Andreas beheerste ook het Russisch, Frans, Deens en Duits. Hij volgde de Cadettenschool en later een school voor oorlogsvoering in Athene. Andreas kreeg privéles over militaire onderwerpen van Panagiotis Danglis. Andreas begon op jonge leeftijd met militaire training en werd aangesteld als officier van het Griekse leger. 

## Militaire loopbaan
Hij werd officier cavalerie in mei 1901. Zijn aanstellingen waren echte benoemingen, niet enkel eretitels die vaak aan leden van het koninklijk huis werden toegewezen. Andreas diende zijn land voor het eerst gedurende de Balkanoorlogen (1912-1913). In 1913 werd de vader van Andreas, George I, vermoord in Thessaloniki; Andreas' oudere broer Constantijn werd diens opvolger. Door ontevredenheid over de neutrale positie van Griekenland in de Eerste Wereldoorlog moest Constantijn in 1917 abdiceren. Een groot gedeelte van de koninklijke familie, waaronder Andreas, moest in ballingschap treden. In 1920 mocht de koninklijke familie terugkeren en diende Andreas in de Grieks-Turkse Oorlog (1919-1922). De oorlog eindigde in een nederlaag voor Griekenland. Andreas werd voor een gedeelte verantwoordelijk gehouden voor het verlies van Grieks grondgebied en moest in 1922 opnieuw in ballingschap treden. Hij zou een groot gedeelte van zijn leven wonen in Frankrijk.

## Latere leven
Rond 1930 was de relatie tussen Andreas en zijn vrouw, Alice van Battenberg, bekoeld geraakt. Zijn enige zoon, Philip, diende in het Engelse leger tijdens de Tweede Wereldoorlog. Zijn dochters waren getrouwd met Duitsers van koninklijke huize. Drie van de dochters hadden connecties met het nazi-regime. Door de oorlog raakte Andreas gescheiden van zijn vrouw en kinderen. Andreas overleed in 1944 in Monte Carlo. Hij had zijn vrouw en zoon voor het laatst gezien in 1939.

## Huwelijk en kinderen

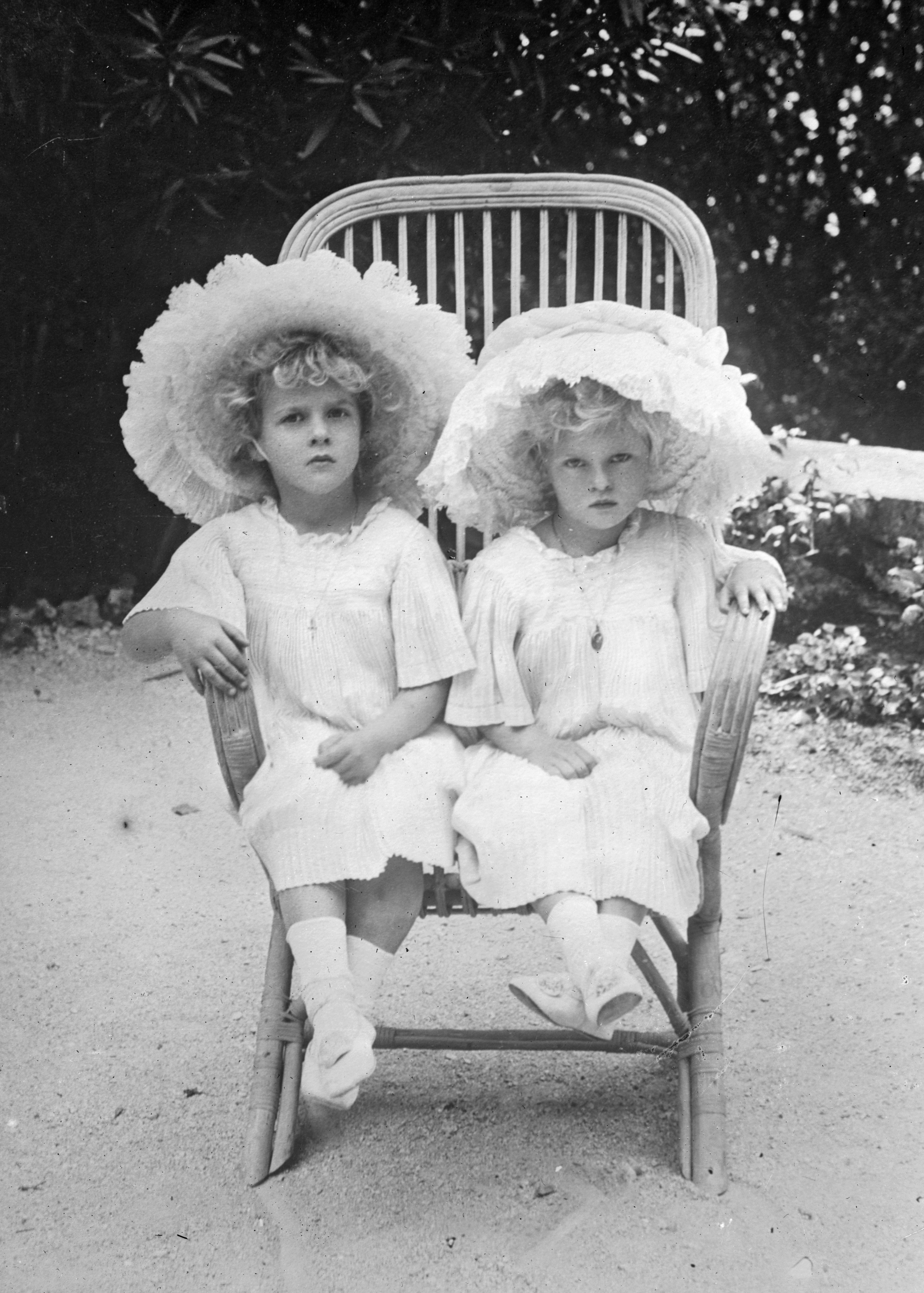
Margaretha en Theodora

In 1902 was Andreas aanwezig bij de kroning van zijn oom, de Engelse koning Edward VII. Tijdens de kroningsplechtigheid ontmoette hij prinses Alice van Battenberg. Alice was een dochter van prins Lodewijk Alexander van Battenberg en prinses Victoria Maria van Hessen-Darmstadt. Ze werden verliefd en trouwden voor de wet op 6 oktober 1903 in Darmstadt. De volgende dag volgden er twee huwelijksplechtigheden: één lutheraanse in de evangelische slotkerk en een Grieks orthodoxe in de Russische kapel. 
Kinderen:
- Margaretha (1905-1981), trouwde met Godfried zu Hohenlohe-Langenburg
- Theodora (1906-1969), trouwde met Berthold van Baden
- Cecilia (1911-1937), trouwde met George Donatus van Hessen-Darmstadt
- Sophia (1914-2001), trouwde met Christoffel van Hessen, en na diens dood met Georg Wilhelm von Hannover
- Philip (1921-2021), trouwde met Elizabeth Windsor, de latere koningin Elizabeth II van het Verenigd Koninkrijk.

## Kwartierstaat (voorouders)
| Frederik Willem van Sleeswijk- Holstein-Sonderburg-Glücksburg (1785-1831) | Frederik Willem van Sleeswijk- Holstein-Sonderburg-Glücksburg (1785-1831) | Frederik Willem van Sleeswijk- Holstein-Sonderburg-Glücksburg (1785-1831) | Frederik Willem van Sleeswijk- Holstein-Sonderburg-Glücksburg (1785-1831) | Frederik Willem van Sleeswijk- Holstein-Sonderburg-Glücksburg (1785-1831) | Frederik Willem van Sleeswijk- Holstein-Sonderburg-Glücksburg (1785-1831) | Louise Caroline van Hesse-Kassel (1789-1867) | Louise Caroline van Hesse-Kassel (1789-1867) | Louise Caroline van Hesse-Kassel (1789-1867)     | Louise Caroline van Hesse-Kassel (1789-1867)     | Louise Caroline van Hesse-Kassel (1789-1867)     | Louise Caroline van Hesse-Kassel (1789-1867)     |                                                  |                                                  | Willem van Hessen-Kassel (1787-1867) | Willem van Hessen-Kassel (1787-1867) | Willem van Hessen-Kassel (1787-1867)  | Willem van Hessen-Kassel (1787-1867)  | Willem van Hessen-Kassel (1787-1867)  | Willem van Hessen-Kassel (1787-1867)  | Louise Charlotte van Denemarken (1789-1864) | Louise Charlotte van Denemarken (1789-1864) | Louise Charlotte van Denemarken (1789-1864) | Louise Charlotte van Denemarken (1789-1864) | Louise Charlotte van Denemarken (1789-1864)        | Louise Charlotte van Denemarken (1789-1864)        |                                                    |                                                    | Nicolaas I van Rusland (1796–1855)                 | Nicolaas I van Rusland (1796–1855)                 | Nicolaas I van Rusland (1796–1855) | Nicolaas I van Rusland (1796–1855) | Nicolaas I van Rusland (1796–1855)                | Nicolaas I van Rusland (1796–1855)                | Charlotte van Pruisen (1798-1860)                 | Charlotte van Pruisen (1798-1860)                 | Charlotte van Pruisen (1798-1860)                 | Charlotte van Pruisen (1798-1860)                 | Charlotte van Pruisen (1798-1860)           | Charlotte van Pruisen (1798-1860)           |                                                   |                                                   | Jozef van Saksen-Altenburg (1789-1868)            | Jozef van Saksen-Altenburg (1789-1868)            | Jozef van Saksen-Altenburg (1789-1868)            | Jozef van Saksen-Altenburg (1789-1868)            | Jozef van Saksen-Altenburg (1789-1868)     | Jozef van Saksen-Altenburg (1789-1868)     | Amelie van Württemberg (1799-1848)                    | Amelie van Württemberg (1799-1848)                    | Amelie van Württemberg (1799-1848)                    | Amelie van Württemberg (1799-1848)                    | Amelie van Württemberg (1799-1848)                    | Amelie van Württemberg (1799-1848)                    |  |  |  |  |  |  |  |  |  |  |  |  |  |  |  |  |  |  |  |  |  |  |  |  |  |  |  |  |  |  |  |  |  |  |  |  |  |  |  |  |  |  |  |  |  |  |  |  |
| Frederik Willem van Sleeswijk- Holstein-Sonderburg-Glücksburg (1785-1831) | Frederik Willem van Sleeswijk- Holstein-Sonderburg-Glücksburg (1785-1831) | Frederik Willem van Sleeswijk- Holstein-Sonderburg-Glücksburg (1785-1831) | Frederik Willem van Sleeswijk- Holstein-Sonderburg-Glücksburg (1785-1831) | Frederik Willem van Sleeswijk- Holstein-Sonderburg-Glücksburg (1785-1831) | Frederik Willem van Sleeswijk- Holstein-Sonderburg-Glücksburg (1785-1831) | Louise Caroline van Hesse-Kassel (1789-1867) | Louise Caroline van Hesse-Kassel (1789-1867) | Louise Caroline van Hesse-Kassel (1789-1867)     | Louise Caroline van Hesse-Kassel (1789-1867)     | Louise Caroline van Hesse-Kassel (1789-1867)     | Louise Caroline van Hesse-Kassel (1789-1867)     |                                                  |                                                  | Willem van Hessen-Kassel (1787-1867) | Willem van Hessen-Kassel (1787-1867) | Willem van Hessen-Kassel (1787-1867)  | Willem van Hessen-Kassel (1787-1867)  | Willem van Hessen-Kassel (1787-1867)  | Willem van Hessen-Kassel (1787-1867)  | Louise Charlotte van Denemarken (1789-1864) | Louise Charlotte van Denemarken (1789-1864) | Louise Charlotte van Denemarken (1789-1864) | Louise Charlotte van Denemarken (1789-1864) | Louise Charlotte van Denemarken (1789-1864)        | Louise Charlotte van Denemarken (1789-1864)        |                                                    |                                                    | Nicolaas I van Rusland (1796–1855)                 | Nicolaas I van Rusland (1796–1855)                 | Nicolaas I van Rusland (1796–1855) | Nicolaas I van Rusland (1796–1855) | Nicolaas I van Rusland (1796–1855)                | Nicolaas I van Rusland (1796–1855)                | Charlotte van Pruisen (1798-1860)                 | Charlotte van Pruisen (1798-1860)                 | Charlotte van Pruisen (1798-1860)                 | Charlotte van Pruisen (1798-1860)                 | Charlotte van Pruisen (1798-1860)           | Charlotte van Pruisen (1798-1860)           |                                                   |                                                   | Jozef van Saksen-Altenburg (1789-1868)            | Jozef van Saksen-Altenburg (1789-1868)            | Jozef van Saksen-Altenburg (1789-1868)            | Jozef van Saksen-Altenburg (1789-1868)            | Jozef van Saksen-Altenburg (1789-1868)     | Jozef van Saksen-Altenburg (1789-1868)     | Amelie van Württemberg (1799-1848)                    | Amelie van Württemberg (1799-1848)                    | Amelie van Württemberg (1799-1848)                    | Amelie van Württemberg (1799-1848)                    | Amelie van Württemberg (1799-1848)                    | Amelie van Württemberg (1799-1848)                    |  |  |  |  |  |  |  |  |  |  |  |  |  |  |  |  |  |  |  |  |  |  |  |  |  |  |  |  |  |  |  |  |  |  |  |  |  |  |  |  |  |  |  |  |  |  |  |  |
|                                                                           |                                                                           |                                                                           |                                                                           |                                                                           |                                                                           |                                              |                                              |                                                  |                                                  |                                                  |                                                  |                                                  |                                                  |                                      |                                      |                                       |                                       |                                       |                                       |                                             |                                             |                                             |                                             |                                                    |                                                    |                                                    |                                                    |                                                    |                                                    |                                    |                                    |                                                   |                                                   |                                                   |                                                   |                                                   |                                                   |                                             |                                             |                                                   |                                                   |                                                   |                                                   |                                                   |                                                   |                                            |                                            |                                                       |                                                       |                                                       |                                                       |                                                       |                                                       |  |  |  |  |  |  |  |  |  |  |  |  |  |  |  |  |  |  |  |  |  |  |  |  |  |  |  |  |  |  |  |  |  |  |  |  |  |  |  |  |  |  |  |  |  |  |  |  |
|                                                                           |                                                                           |                                                                           |                                                                           | Christiaan IX van Denemarken (1818-1906)                                  | Christiaan IX van Denemarken (1818-1906)                                  | Christiaan IX van Denemarken (1818-1906)     | Christiaan IX van Denemarken (1818-1906)     | Christiaan IX van Denemarken (1818-1906)         | Christiaan IX van Denemarken (1818-1906)         |                                                  |                                                  |                                                  |                                                  |                                      |                                      | Louise van Hessen-Kassel (1817-1898)  | Louise van Hessen-Kassel (1817-1898)  | Louise van Hessen-Kassel (1817-1898)  | Louise van Hessen-Kassel (1817-1898)  | Louise van Hessen-Kassel (1817-1898)        | Louise van Hessen-Kassel (1817-1898)        |                                             |                                             |                                                    |                                                    |                                                    |                                                    |                                                    |                                                    |                                    |                                    | Constantijn Nikolajevitsj van Rusland (1827-1892) | Constantijn Nikolajevitsj van Rusland (1827-1892) | Constantijn Nikolajevitsj van Rusland (1827-1892) | Constantijn Nikolajevitsj van Rusland (1827-1892) | Constantijn Nikolajevitsj van Rusland (1827-1892) | Constantijn Nikolajevitsj van Rusland (1827-1892) |                                             |                                             |                                                   |                                                   |                                                   |                                                   | Alexandra van Saksen-Altenburg (1830-1911)        | Alexandra van Saksen-Altenburg (1830-1911)        | Alexandra van Saksen-Altenburg (1830-1911) | Alexandra van Saksen-Altenburg (1830-1911) | Alexandra van Saksen-Altenburg (1830-1911)            | Alexandra van Saksen-Altenburg (1830-1911)            |                                                       |                                                       |                                                       |                                                       |  |  |  |  |  |  |  |  |  |  |  |  |  |  |  |  |  |  |  |  |  |  |  |  |  |  |  |  |  |  |  |  |  |  |  |  |  |  |  |  |  |  |  |  |  |  |  |  |
|                                                                           |                                                                           |                                                                           |                                                                           | Christiaan IX van Denemarken (1818-1906)                                  | Christiaan IX van Denemarken (1818-1906)                                  | Christiaan IX van Denemarken (1818-1906)     | Christiaan IX van Denemarken (1818-1906)     | Christiaan IX van Denemarken (1818-1906)         | Christiaan IX van Denemarken (1818-1906)         |                                                  |                                                  |                                                  |                                                  |                                      |                                      | Louise van Hessen-Kassel (1817-1898)  | Louise van Hessen-Kassel (1817-1898)  | Louise van Hessen-Kassel (1817-1898)  | Louise van Hessen-Kassel (1817-1898)  | Louise van Hessen-Kassel (1817-1898)        | Louise van Hessen-Kassel (1817-1898)        |                                             |                                             |                                                    |                                                    |                                                    |                                                    |                                                    |                                                    |                                    |                                    | Constantijn Nikolajevitsj van Rusland (1827-1892) | Constantijn Nikolajevitsj van Rusland (1827-1892) | Constantijn Nikolajevitsj van Rusland (1827-1892) | Constantijn Nikolajevitsj van Rusland (1827-1892) | Constantijn Nikolajevitsj van Rusland (1827-1892) | Constantijn Nikolajevitsj van Rusland (1827-1892) |                                             |                                             |                                                   |                                                   |                                                   |                                                   | Alexandra van Saksen-Altenburg (1830-1911)        | Alexandra van Saksen-Altenburg (1830-1911)        | Alexandra van Saksen-Altenburg (1830-1911) | Alexandra van Saksen-Altenburg (1830-1911) | Alexandra van Saksen-Altenburg (1830-1911)            | Alexandra van Saksen-Altenburg (1830-1911)            |                                                       |                                                       |                                                       |                                                       |  |  |  |  |  |  |  |  |  |  |  |  |  |  |  |  |  |  |  |  |  |  |  |  |  |  |  |  |  |  |  |  |  |  |  |  |  |  |  |  |  |  |  |  |  |  |  |  |
|                                                                           |                                                                           |                                                                           |                                                                           |                                                                           |                                                                           |                                              |                                              |                                                  |                                                  | George I van Griekenland (1845-1913)             | George I van Griekenland (1845-1913)             | George I van Griekenland (1845-1913)             | George I van Griekenland (1845-1913)             | George I van Griekenland (1845-1913) | George I van Griekenland (1845-1913) |                                       |                                       |                                       |                                       |                                             |                                             |                                             |                                             |                                                    |                                                    |                                                    |                                                    |                                                    |                                                    |                                    |                                    |                                                   |                                                   |                                                   |                                                   |                                                   |                                                   | Olga Konstantinovna van Rusland (1851-1926) | Olga Konstantinovna van Rusland (1851-1926) | Olga Konstantinovna van Rusland (1851-1926)       | Olga Konstantinovna van Rusland (1851-1926)       | Olga Konstantinovna van Rusland (1851-1926)       | Olga Konstantinovna van Rusland (1851-1926)       |                                                   |                                                   |                                            |                                            |                                                       |                                                       |                                                       |                                                       |                                                       |                                                       |  |  |  |  |  |  |  |  |  |  |  |  |  |  |  |  |  |  |  |  |  |  |  |  |  |  |  |  |  |  |  |  |  |  |  |  |  |  |  |  |  |  |  |  |  |  |  |  |
|                                                                           |                                                                           |                                                                           |                                                                           |                                                                           |                                                                           |                                              |                                              |                                                  |                                                  | George I van Griekenland (1845-1913)             | George I van Griekenland (1845-1913)             | George I van Griekenland (1845-1913)             | George I van Griekenland (1845-1913)             | George I van Griekenland (1845-1913) | George I van Griekenland (1845-1913) |                                       |                                       |                                       |                                       |                                             |                                             |                                             |                                             |                                                    |                                                    |                                                    |                                                    |                                                    |                                                    |                                    |                                    |                                                   |                                                   |                                                   |                                                   |                                                   |                                                   | Olga Konstantinovna van Rusland (1851-1926) | Olga Konstantinovna van Rusland (1851-1926) | Olga Konstantinovna van Rusland (1851-1926)       | Olga Konstantinovna van Rusland (1851-1926)       | Olga Konstantinovna van Rusland (1851-1926)       | Olga Konstantinovna van Rusland (1851-1926)       |                                                   |                                                   |                                            |                                            |                                                       |                                                       |                                                       |                                                       |                                                       |                                                       |  |  |  |  |  |  |  |  |  |  |  |  |  |  |  |  |  |  |  |  |  |  |  |  |  |  |  |  |  |  |  |  |  |  |  |  |  |  |  |  |  |  |  |  |  |  |  |  |
|                                                                           |                                                                           |                                                                           |                                                                           |                                                                           |                                                                           |                                              |                                              |                                                  |                                                  |                                                  |                                                  |                                                  |                                                  |                                      |                                      |                                       |                                       |                                       |                                       |                                             |                                             |                                             |                                             |                                                    |                                                    |                                                    |                                                    |                                                    |                                                    |                                    |                                    |                                                   |                                                   |                                                   |                                                   |                                                   |                                                   |                                             |                                             |                                                   |                                                   |                                                   |                                                   |                                                   |                                                   |                                            |                                            |                                                       |                                                       |                                                       |                                                       |                                                       |                                                       |  |  |  |  |  |  |  |  |  |  |  |  |  |  |  |  |  |  |  |  |  |  |  |  |  |  |  |  |  |  |  |  |  |  |  |  |  |  |  |  |  |  |  |  |  |  |  |  |
|                                                                           |                                                                           |                                                                           |                                                                           |                                                                           |                                                                           |                                              |                                              |                                                  |                                                  |                                                  |                                                  |                                                  |                                                  |                                      |                                      |                                       |                                       |                                       |                                       |                                             |                                             |                                             |                                             |                                                    |                                                    |                                                    |                                                    |                                                    |                                                    |                                    |                                    |                                                   |                                                   |                                                   |                                                   |                                                   |                                                   |                                             |                                             |                                                   |                                                   |                                                   |                                                   |                                                   |                                                   |                                            |                                            |                                                       |                                                       |                                                       |                                                       |                                                       |                                                       |  |  |  |  |  |  |  |  |  |  |  |  |  |  |  |  |  |  |  |  |  |  |  |  |  |  |  |  |  |  |  |  |  |  |  |  |  |  |  |  |  |  |  |  |  |  |  |  |
| Constantijn I van Griekenland (1868-1923)                                 | Constantijn I van Griekenland (1868-1923)                                 | Constantijn I van Griekenland (1868-1923)                                 | Constantijn I van Griekenland (1868-1923)                                 | Constantijn I van Griekenland (1868-1923)                                 | Constantijn I van Griekenland (1868-1923)                                 |                                              |                                              | George van Griekenland en Denemarken (1869-1957) | George van Griekenland en Denemarken (1869-1957) | George van Griekenland en Denemarken (1869-1957) | George van Griekenland en Denemarken (1869-1957) | George van Griekenland en Denemarken (1869-1957) | George van Griekenland en Denemarken (1869-1957) |                                      |                                      | Alexandra van Griekenland (1870-1891) | Alexandra van Griekenland (1870-1891) | Alexandra van Griekenland (1870-1891) | Alexandra van Griekenland (1870-1891) | Alexandra van Griekenland (1870-1891)       | Alexandra van Griekenland (1870-1891)       |                                             |                                             | Nicolaas van Griekenland en Denemarken (1872-1938) | Nicolaas van Griekenland en Denemarken (1872-1938) | Nicolaas van Griekenland en Denemarken (1872-1938) | Nicolaas van Griekenland en Denemarken (1872-1938) | Nicolaas van Griekenland en Denemarken (1872-1938) | Nicolaas van Griekenland en Denemarken (1872-1938) |                                    |                                    | Maria van Griekenland en Denemarken (1876-1940)   | Maria van Griekenland en Denemarken (1876-1940)   | Maria van Griekenland en Denemarken (1876-1940)   | Maria van Griekenland en Denemarken (1876-1940)   | Maria van Griekenland en Denemarken (1876-1940)   | Maria van Griekenland en Denemarken (1876-1940)   |                                             |                                             | Andreas van Griekenland en Denemarken (1882-1944) | Andreas van Griekenland en Denemarken (1882-1944) | Andreas van Griekenland en Denemarken (1882-1944) | Andreas van Griekenland en Denemarken (1882-1944) | Andreas van Griekenland en Denemarken (1882-1944) | Andreas van Griekenland en Denemarken (1882-1944) |                                            |                                            | Christoffel van Griekenland en Denemarken (1888-1940) | Christoffel van Griekenland en Denemarken (1888-1940) | Christoffel van Griekenland en Denemarken (1888-1940) | Christoffel van Griekenland en Denemarken (1888-1940) | Christoffel van Griekenland en Denemarken (1888-1940) | Christoffel van Griekenland en Denemarken (1888-1940) |  |  |  |  |  |  |  |  |  |  |  |  |  |  |  |  |  |  |  |  |  |  |  |  |  |  |  |  |  |  |  |  |  |  |  |  |  |  |  |  |  |  |  |  |  |  |  |  |